# 阿沃卡 (印第安納州)
阿沃卡（英語：Avoca）是位於美國印第安納州勞倫斯縣的一個人口普查指定地區。

## 人口
根據2010年美國人口普查的數據，阿沃卡的面積為5.43平方千米，當中陸地面積為5.43平方千米，而水域面積為0.00平方千米。當地共有人口583人，而人口密度為每平方千米107.37人。